# Lauren Jauregui
Lauren Michelle Jauregui Morgado, nota semplicemente come Lauren Jauregui (Miami, 27 giugno 1996), è una cantautrice e attivista statunitense.
È stata membro del gruppo musicale Fifth Harmony, gruppo attualmente in pausa. Come solista ha collaborato con artisti quali i Marian Hill, Halsey, Ty Dolla Sign e Steve Aoki.

## Biografia
Nata e cresciuta a Miami, Lauren Jauregui ha origini cubane. Suo padre, Michael Jauregui, cubano, è un direttore di stabilimento; sua madre, Clara Morgado, è un'insegnante nata nelle isole dei Caraibi, la quale si trasferì in America quando Fidel Castro salì al potere. Ha due fratelli più giovani: Taylor Jauregui e Chris Jauregui. Parla fluentemente lo spagnolo oltre all’inglese
Ispirata fin da giovane dalla musica, le sue principali influenze comprendono i Journey, i Paramore, Alicia Keys, Christina Aguilera e Lana Del Rey. Ha frequentato la Carrollton School of the Sacred Heart, una scuola superiore preparatoria al college per sole ragazze che si trova a Miami. Durante gli anni scolastici Lauren ha partecipato a varie attività extracurricolari, tra queste: la presenza nella squadra di Softball della scuola e la partecipazione ad un Talent show organizzato dall'istituto.

### Carriera musicale
Lauren Jauregui ha partecipato alle audizioni come solista per la seconda stagione dello show The X Factor USA a Greensboro, Carolina del Nord, esibendosi con la canzone If I Ain't Got You di Alicia Keys. La sua performance è stata giudicata "perfetta" dal giudice L.A. Reid, che giudicò la voce della sedicenne come "rauca, profonda e matura". Dopo essere stata eliminata come solista, è ritornata a partecipare alla competizione con Ally Brooke Hernandez, Dinah Jane Hansen, Camila Cabello e Normani Kordei Hamilton, per formare la band Fifth Harmony. Il gruppo si qualifica al terzo posto, al termine della competizione. Nel gennaio 2013, la band ha firmato un contratto con la Syco, posseduta da Simon Cowell, e con la Epic Records, etichetta di L.A. Reid.
Nel dicembre 2016 viene pubblicato il singolo Back to Me, una collaborazione del duo elettropop Marian Hill con la Jauregui.
Nel maggio 2017 viene premiata come "Celebrity of the Year" agli LGBT+ British Awards 2017.
Nel giugno 2017 Lauren collabora con Halsey per il singolo promozionale Stangers, presente nell'album Hopeless Fountain Kingdom della cantante. Il singolo, che tratta la storia d'amore tra due ragazze ex-amanti, verrà definito da Billboard "Una tanto attesa pietra miliare per la musica mainstream". Halsey ha spiegato di aver scelto appositamente la Jauregui per la traccia, spiegando: "Mi piace il fatto che io e Lauren siamo due donne, con una forte presenza nel contesto del pop mainstream, che cantano una canzone per la comunità LGBT.".
Il 27 ottobre 2017 viene pubblicato il singolo promozionale In Your Phone, collaborazione tra la Jauregui e il rapper Ty Dolla Sign, estratto dall'album Beach House 3.
Il 17 novembre 2017 viene pubblicato il singolo All Night, collaborazione tra Lauren e il DJ Steve Aoki..
Il 24 ottobre 2018 viene pubblicato Expectations, primo singolo di Lauren da solista. In seguito, nel gennaio 2019, pubblica un secondo singolo intitolato More Than That.
Nel 2020 partecipa alla colonna sonora del film Birds of Prey e la fantasmagorica rinascita di Harley Quinn con la canzone Invisible Chains.
A marzo 2020 Lauren pubblica il suo singolo di debutto per il suo album, che uscirà nel 2021. Dopo aver pubblicato Lento, decide di rilasciare in aprile 50 ft e a dicembre 2020 rilascia anche un remix di Lento, insieme al cantante Rauw Alejandro. Il 22 gennaio 2021 pubblica un secondo remix di Lento in collaborazione con Pabllo Vittar che precede il suo album.
Il suo primo EP da solista intitolato Prelude è stato pubblicato nel novembre 2021.

## Vita privata
Il 18 novembre 2016, attraverso una lettera aperta indirizzata agli elettori del Presidente degli Stati Uniti Donald Trump, Lauren fa coming out come bisessuale.
Nel marzo 2017, il servizio fotografico Bare With Me della fotografa Nicole Cartolano mostra come protagoniste Lauren Jauregui e la sua ragazza di allora Lucy Vives, figlia del cantautore Carlos Vives; "Entrambe si sono affidate a me perché le fotografassi insieme in occasione di una sorta di coming-out", dice Cartolano.

## Attivismo
Attivamente coinvolta nelle proteste, la Jauregui ha scritto un paio di lettere aperte al Presidente Donald Trump, condannando le sue politiche, in particolare circa i fatti riguardanti il "Muslim Ban", descritto da Lauren come "irrispettoso nei confronti dell'umanità". e i fatti riguardanti il "DACA".
In una sua lettera aperta, pubblicata su Billboard nel novembre 2016, Lauren si rivolgeva agli elettori del neo-presidente Donald Trump dicendo: "Le vostre azioni hanno portato alla distruzione, per mano di un singolo individuo, di tutti i progressi che abbiamo fatto socialmente, come nazione".

## Discografia

### Da solista

#### EP
- 2021 – Prelude
- 2023 – In Between

#### Singoli
- 2016 – Back to Me (con i Marian Hill)
- 2017 – All Night (con Steve Aoki)
- 2018 – Expectations
- 2019 – More Than That
- 2019 – Let Me Know (con Clear Eyes)
- 2020 – Invisible Chains
- 2020 – Nada (con Tainy e C. Tangana)
- 2020 – Lento (con Tainy)
- 2020 – 50ft
- 2021 – Temporary
- 2021 – While I'm Alive
- 2021 – Not Prepared for You (con Diane Warren)
- 2022 – Always Love
- 2023 – Trust Issues
- 2024 – The day the world blows up
- 2024 – Burning

#### Collaborazioni
- 2019 – Let Me Know (con Drew Love e Clear Eyes)

### Con le Fifth Harmony
- 2015 – Reflection
- 2016 – 7/27
- 2017 – Fifth Harmony

## Riconoscimenti
- iHeartRadio Music Awards
  - 2019 – Candidatura alla Miglior rivelazione solista[22]
  - 2019 – Candidatura al Miglior fan army per i Jaguars[22]
  - 2019 – Animale di un musicista più carino per Gracie[22]

- Teen Choice Awardss
  - 2018 – Donna più sexy[23]
  - 2018 – Miglior canzone dance/elettronica per All Night[23]
  - 2019 – Candidatura alla Miglior artista femminile[24]
  - 2019 – Miglior brano di un'artista femminile per Expectations[24]